# Ahmed Cevdet Paşa
Ahmed Cevdet Pacha  est écrit dans le style turc ottoman, Ahmed Cevdet est le prénom, le titre est Pacha, et il n'y a pas de nom de famille.
La pacha Ahmed Cevdet (en turc Ahmet Cevdet Paşa, en anglais Ahmed Cevdet Pasha), né le 22 ou 27 mars 1822 à Lovetch (Empire ottoman) et mort le 25 ou 26 mai 1895 à Constantinople (Empire ottoman) , est un juriste, historien, poète, scientifique, militaire et homme d'État ottoman. 

## Biographie
Contributeur majeur des Tanzimat, il est notamment à la tête de la commission qui rédige le Medjellé, première tentative de transposition de la loi islamique et de son interprétation hanafite dans un code civil inspiré de ceux des pays occidentaux.
Polyglotte, Ahmed Cevdet Pasha parle l'arabe, le persan, le français et le bulgare en plus du turc ottoman, sa langue maternelle. Polymathe, il est l'auteur de nombreux textes traitant de l'histoire, du droit, de la grammaire, de la linguistique, de la logique et de l'astronomie.